# 人文書館
人文書館（じんぶんしょかん）は2004年に設立された学術出版社である。文化人類学や歴史学・文学研究等の人文科学関係や、ノンフィクション作品等を刊行している。
代表の道川文夫はNHK出版常務取締役編集局長を務め、司馬遼太郎『明治という国家』（NHKスペシャル『太郎の国の物語』を書籍化）や、選書版のNHKブックスを多数担当した。

## 所在地
〒151-0064  東京都渋谷区上原 1-47-5